# Nephrolepis
 Nephrolepis es un género botánico de cerca de 30 especies de helechos en la familia de las Lomariopsidaceae (incluidas en Davalliaceae en algunas clasificaciones). Son popularmente conocidos como helechos colgantes o helechos babilónicos.

## Especies
- Nephrolepis averyi C. E. Nauman
- Nephrolepis bisseratum (Sw.) Schott. (sin. Aspidium bisseratum Sw., Aspidium acutum Schkuhr, Nephrolepis acuta (Schkuhr) C.Presl, Polypodium puctulatum Poir)
- Nephrolepis cordifolia (L.) C.Presl (sin. Polypodium cordifolium L., Nephrolepis tuberosa (Bory ex Willd.) C.Presl, Aspidium tuberosum Bory ex Willd.)
- Nephrolepis falcata (Cav.) C. Christens.
- Nephrolepis exaltata (L.) Schott (sin. Polypodium exaltatum L.)
- Nephrolepis laurifolia (Christ) Proctor
- Nephrolepis multiflora (Roxb.) F.M.Jarret ex C.V.Morton (sin. Davallia multiflora Roxb.)
- Nephrolepis obliterata
- Nephrolepis pectinata (Willd.) Schott (sin. Aspidium pectinatum Willd.)
- Nephrolepis rivularis (Vahl) Mett. ex Krug
- Nephrolepis undulata (Afzelius ex Sw.) J. Sm.

Algunas especies de Nephrolepis son ornamentales.